# Верлан (сленг)
Верла́н (фр. verlan) — пласт лексики в складі французького молодіжного сленгу, створений на базі слів літературної мови, приголосні звуки яких ідуть у зворотному порядку, а голосні часто замінюються на eu (Arabe → beur «араб», mec → keum «хлопець», mère → reum «мати»). Іноді задом наперед ідуть склади, а не звуки (prison → zonpri «в'язниця»). Сама назва «верлан» являє собою верланське утворення (другого типу) від французького прислівника à l'envers (навпаки).
Зазвичай у верлан перекладаються далеко не всі слова, а лише найпоширеніші й ті, що закріпилися в мові. Якщо у верлан перекладаються дієслова, то вони не відмінюються; верлан позбавлений граматичних показників.
Спочатку верлан виконував функцію таємної мови (аналогічні шифрувальні прийоми відомі в таємних арґо багатьох країн). У другій половині XX століття слова з верлану поповнили загальний сленг і стали загальновідомою експресивною лексикою з елементом мовної гри.

## Приклади слів
Люди
- Femme (жінка) → meuf
- Mec (чоловік) → keum
- Pute (повія) → teu-pu
- Pétasse (сука) → tasspé
- Frère (брат) → reuf
- Sœur (сестра) → reus
- Mère (мама) → reum
- Père (тато) → reup
- Moi (я) → ouam
- Toi (ти) → ouat
- Parents (батьки) → remps
- Flic (поліцейський, «мент») → keuf
- Arabe (араб) → Beur → reubeu
- Noir (чорношкірий, негр) → renoi
- Black (чорношкірий, негр) → kebla
- Celui-la (цей) → la-çui, lawis
- Celle-la (ця) → la-celle
- Français (француз) → céfran

Характеристики
- Méchant (злий) → chanmé
- Gentil (дружній, гарний, милий) → tigen
- Enervé (злий) → véner
- Bête (дурний) → tebé
- Défoncé («обкурений») → fonsdé
- Louche (підозрілий, незрозумілий, «мутний») → chelou
- Pourri (гнилий, зіпсований, поганий) → ripou
- Lourd (тяжкий, надокучливий) → relou
- Bizarre (дивний, незрозумілий) → zarb/ zarbi
- Fou (навіжений, божевільний, психічно хворий, ідіот) → ouf
- Branché (стильний, модний) → chébran
- Comme ça (так (саме так, ось так); так собі (на питання «як справи?») → kom ass або ça com або ass com або ass meuk

Дієслова
- Choper (купити наркотики, підчіпити хворобу) → pécho
- Mater (дивитись, розглядати) → téma
- Fumer (курити) → méfu
- Vas-y (іди! давай! ну ж бо!) → zyva
- Laisse tomber (припини! забудь! досить!) → Laisse béton

Іменники
- Métro (метро) → tromé або trom
- Truc (річ, предмет, «штука», «тема») → keutru
- Soirée (вечірка) → réssoi
- Cigarette (цигарка) → garetci
- Herbe (трава) → beuh
- Disque (компакт-диск) → skeud
- Barette (сигарета з гашишем) → retba
- Shit («гашиш») → teuchi або teuch
- Fête (свято, вечірка) → teuf
- Pétard («косяк») → tarpé
- Racaille (сволота, вилупок) → kaïra
- Chatte («кицька» (= жіночий статевий орган) → teucha → teuch
- Bite (член (=чоловічий статевий орган)) → teub